# أليكسي جيراسيمنكو
أليكسي جيراسيمنكو (الروسية: Алексей Петрович Герасименко) هو لاعب كرة قدم روسي في مركز الهجوم، ولد في 17 ديسمبر 1970 في تاغانروغ في روسيا. شارك مع منتخب روسيا لكرة القدم. أما مع النوادي، فقد لعب مع دينامو كييف وروتور فولغوغراد وشينيك ياروسلافل ونادي روستوف ونادي كوبان كراسنودار.

## وصلات خارجية
- أليكسي جيراسيمنكو على موقع اتحاد أوكرانيا (الإنجليزية)
- أليكسي جيراسيمنكو على موقع قاعدة بيانات كرة القدم.إي يو (الإنجليزية)
- أليكسي جيراسيمنكو على موقع ناشيونال فوتبول تيمز (الإنجليزية)